# Tasso netto di migrazione

Tasso di migrazione netto del 2006. I valori positivi sono mostrati in blu, quelli negativi in arancio.

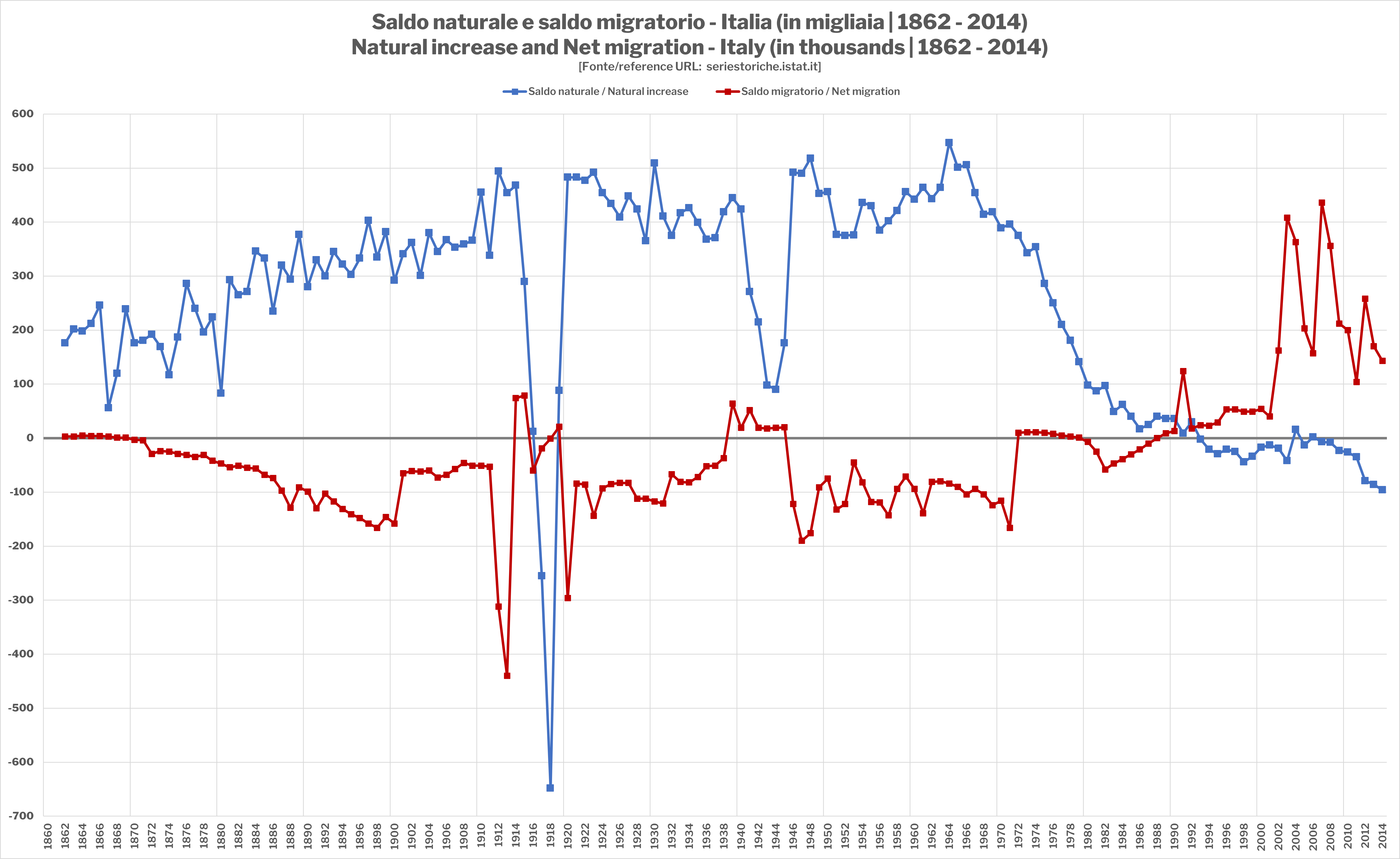
Saldo migratorio (in rosso) dell'Italia (dal 1862, fonte ISTAT). In certi momenti storici l'emigrazione italiana è stata influenzata da talune leggi sull'immigrazione adottate da altri stati, come l'Emergency Quota Act del 1921 degli Stati Uniti.

Il tasso netto di migrazione è la differenza tra immigrati in ed emigrati da un'area calcolato su un certo periodo di tempo standardizzato (solitamente), per 1.000 abitanti. Un valore positivo significa che nel territorio sono immigrate più persone di quante ne siano emigrate, viceversa in caso di indice negativo.

## Esempio
Il 1º gennaio 2000 il paese A ha una popolazione di 1.000.000 abitanti. Da quella data al primo gennaio 2001 200.000 persone sono immigrate in A e 100.000 sono emigrate da A. Allo stesso tempo sono nati 100 000 bambini e non ci sono stati decessi. In conseguenza di ciò la popolazione di A al primo gennaio 2001 risulta essere 1.200.000 abitanti.
Considerando che nascite e morti non influscono nel calcolo del tasso netto di migrazione, nel periodo considerato il paese ha subito una differenza di migrazione di 100 000.
{\displaystyle 100.000\div 1.100.000=0,09091}
Standardizzando il risultato ottenuto su 1.000 abitanti:
{\displaystyle 0,09091\times 1.000=90,91}
Il risultato così ottenuto permette di avere un'idea dell'impatto dei flussi migratori sulla popolazione del paese.